# Antonio Cordero y Bustamante
 Manuel Antonio Cordero y Bustamante  (1753, Cádiz, España-Durango, Durango, México, marzo de 1823) fue un militar y político español que sirvió tanto como gobernador interino y gobernador de Coahuila en dos ocasiones (entre los años 1798 y 1817) y gobernador interino de Texas (1805-1808), en 1813 y 1819 fue gobernador de la provincia de Sonora y Sinaloa.

## Biografía

### Primeros años
Manuel Antonio Cordero y Bustamante nació en 1753 en la provincia andaluza de Cádiz, España. Al cumplir 14 años se unió al ejército español, donde comenzó su carrera como Cadete del Regimiento de Infantería de Zamora el 1 de diciembre de 1767 y tres años después vino a México con el citado cuerpo. En un manifiesto que lanzó el 11 de octubre de 1822, reconociendo a Iturbide como emperador de México expresaba que había venido al país a la edad de 17 años y a su arribo a Veracruz le atacó la fiebre amarilla. Sin deudos ni amigos, una familia de la localidad lo atendió y lo salvó y desde entonces resolvió quedarse definitivamente en Nueva España por reconocimiento y gratitud.
El 16 de septiembre de 1771 pasó con el mismo cargo al Regimiento de Dragones de España, después al de México, ascendió a portaguión el 2 de julio de 1773, a alférez el 14 de agosto de 1788, con cuya plaza mandó las compañías presidiales de Janos y San Buenaventura, sucesivamente, ascendió a teniente coronel el 1 de junio de 1789 y firmó un tratado de paz con los apaches Mimbreños y los Gilenas, se le dio el mando de la cuarta sección de tropas regionales de la Nueva Vizcaya. En junio de 1790 asumió la ayudantía e inspección de la Comandancia General de las Provincias Internas, estuvo encargado de este mando de septiembre siguiente a marzo de 1791, se le nombró comandante de las Armas en la Nueva Vizcaya. Con una sección de 100 soldados, en 1794, acompañó al general Enrique Grimarest en la expedición que encabezó para reabrir el camino de Arizpe a Santa Fe de Nuevo México, fue una campaña de cuatro meses, volvió a someter a los Gilenas y los Mimbres que decidieron atacar al Presidio de Janos. En 1795 dirigió la primera expedición al Presidio del Norte, donde se enfrentaría contra los Mescaleros. volvió a la ayudantía y la desempeñó hasta el 22 de diciembre de 1796.  El 27 de diciembre de 1796, comenzó a dirigir las tropas de la frontera de Coahuila. En enero de 1797, el rey de España lo nombró gobernador de Texas para sustituir a Manuel Muñoz en sus últimos años, puesto que no llegó a tomar posesión, habiendo recibido el cambio a Coahuila el 26 de marzo de 1797 con carácter de interino y reasumió la ayudantía e inspección. Cordero envió un mensaje a Manuel Muñoz diciéndole que él había sido nombrado gobernador interino. En diciembre de 1798 fue nombrado gobernador en propiedad.

### Gobiernos de Texas, Coahuila y Sinaloa
En 1805, mientras que Cordero gobernó Coahuila, fue también nombrado gobernador interino de Texas y tuvo que abandonar el gobierno de Coahuila. Gobernó Texas hasta el 7 de noviembre de 1808. En este momento, Cordero dejó el cargo de gobernador de Texas, ya que fue reemplazado por Manuel María de Salcedo. En septiembre de 1805 llegó a San Antonio porque había recibido órdenes de que debía fortalecer los poblados de Orcoquisas, Nacogdoches y Adaes. Más tarde, gobernó Coahuila por segunda vez desde 1809. Permaneció en Texas hasta 1810 debido a que planeaba establecer asentamientos en el río Colorado, el río San Marcos, el río Brazos, el río Trinidad y el río Guadalupe. Sin embargo, solo pudo establecer asentamientos en San Marcos y en Trinidad, en adición a otro asentamiento: Villa Palafox, en el último año que estaba en la ciudad. Cuando desempeñaba todavía el cargo de gobernador de Coahuila estalló la insurrección de 1810, fue derrotado por Jiménez en Aguanueva, el 7 de enero de 1811, cayendo prisionero de guerra; meses después recuperó su libertad y volvió al gobierno de Coahuila el 27 de abril del mismo año. Presidió el Consejo de Guerra que sentenció a la pena de muerte a Ignacio Aldama y a otros jefes insurgentes que fueron fusilados en Monclova, sin haber hecho nada por salvarlos a pesar de que Jiménez le había salvado la vida. En 1813 era brigadier, fue promovido al Gobierno de Sonora y Sinaloa, regresó al de Coahuila en 1817 y de éste pasó al de la Nueva Vizcaya, del que tomó posesión el 18 de julio de 1818. De enero a abril de 1819 reemplazó interinamente a García Conde en el mando superior de las Provincias Internas y fue promovido nuevamente al Gobierno de Sonora y Sinaloa, que recibió en octubre en el mineral del Rosario. Desde allí dirigió personalmente la persecución de varias partidas insurgentes que se encontraban amadrigadas en la zona llamada de Barrancas, hasta que las aniquiló; en junio de 1820 juró la Constitución española de Cádiz y dispuso, de acuerdo con el obispo de la diócesis, que se jurara en todos los pueblos sujetos a su mando y se instaló en la ciudad de Arizpe el 21 de mayo de 1821. En septiembre siguiente, los jefes y oficiales de la guarnición acordaron secundar el Plan de Iguala, se negó a sumarse a este acto, resignó los mandos político y militar y salió en dirección a Chihuahua a presentarse al comandante general. Allí se encontró con la novedad que éste había ordenado que se jurara la independencia y tuvo que someterse a las circunstancias otorgando igual juramento. Se trasladó a México, Iturbide lo nombró Caballero de la Orden de Guadalupe y comandante general de la Provincias Internas de Occidente, cuyo mando recibió el 30 de junio de 1822; en diciembre se le confirió el ascenso a mariscal de campo, encontrándose enfermo en la ciudad de Durango, se negó a secundar el Plan de Casa Mata, que dio al traste con el primer imperio y resignó el mando el 6 de marzo de 1823. Falleció breves días después, fue enterrado el 25 de marzo de 1823. Dejó escrita una monografía muy importante sobre las tribus comanches. Durante su estancia en Texas, también convenció a la gente de las provincias del interior de la Nueva España, para que emigrasen a San Antonio, pero él trató de establecer en San Antonio, que los inmigrantes anglo-americanos abandonaran la ciudad. También ordenó a todos los esclavos en Luisiana que entraran a Texas hasta que fueron puestos en libertad.

## Vida personal
El explorador estadounidense Zebulon Pike hace una descripción física y personal interesante de Cordero. De acuerdo con él, Cordero era rubio, sus ojos eran azules, su tez era clara y medía 1,77 m de estatura. En cuanto a su comportamiento, él creía que el militar tenía una gran confianza en sí mismo y él era uno de los comandantes militares más capaces en la frontera novohispana.